# Чорнокозинський замок
Чорнокозинський замок, або Чорнокозинецький замок — фортифікаційна споруда, замок, споруджений наприкінці XIV — на початку XV століть. Розташований на узвишші біля села Чорнокозинців Кам'янець-Подільського району Хмельницької області. З середини XV до кінця XVIII століття був літньою резиденцією кам'янецьких римо-католицьких єпископів. Нині в руїнах.

## З історії замку

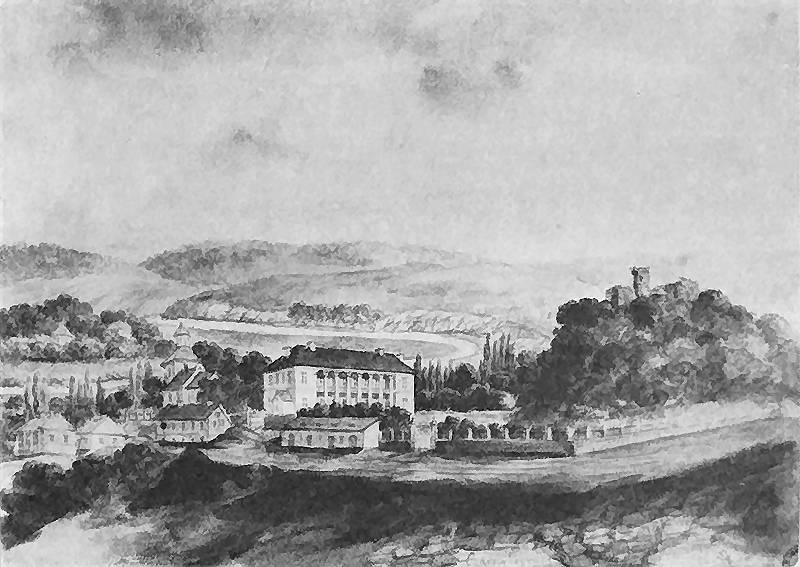
Наполеон Орда.Чорнокозинці 1871

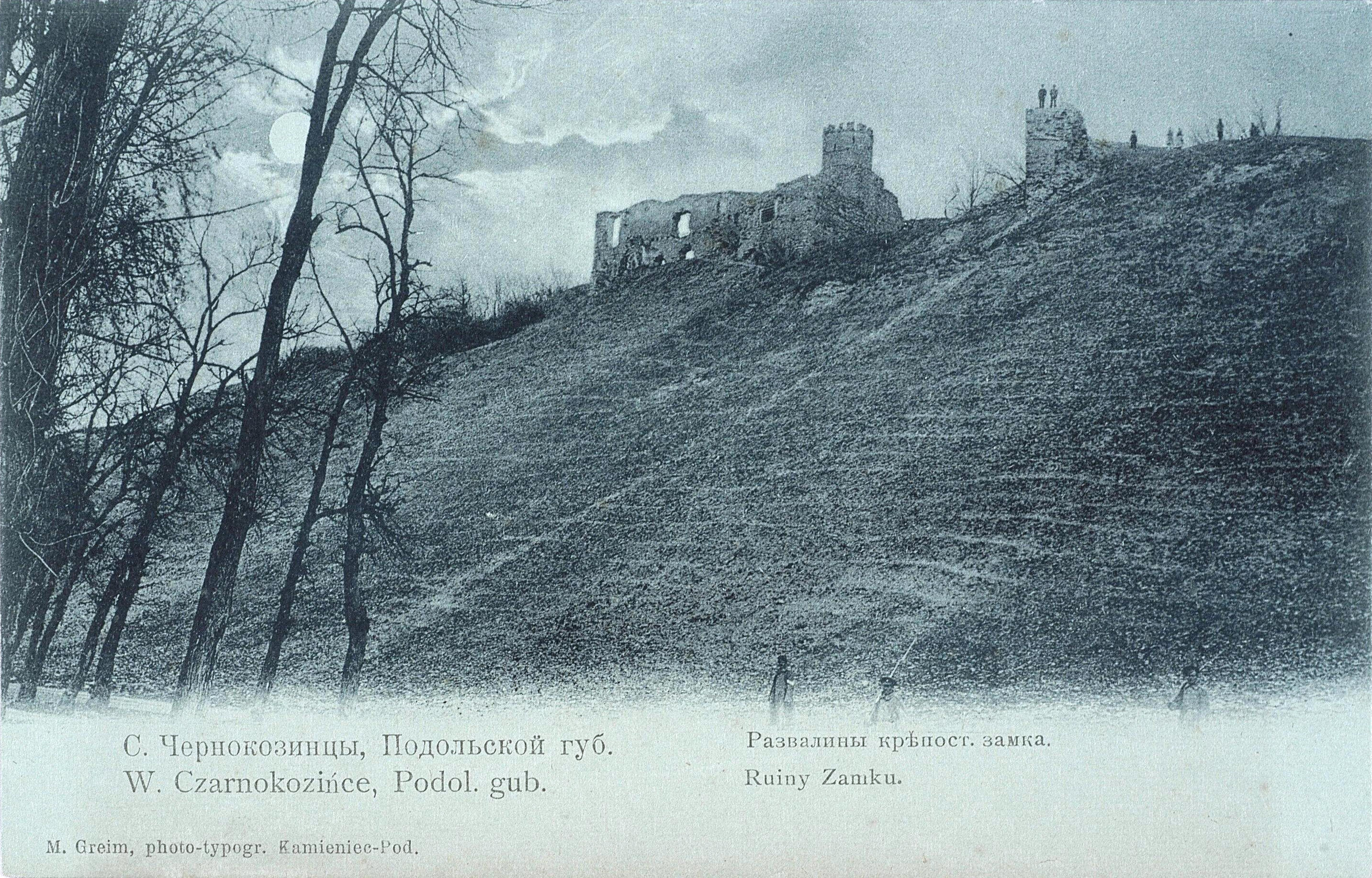
Руїни замку. Кінець XIX — початок XX століття. Фото Михайла Грейма.

Один з найдавніших замків на Поділлі.
Чорнокозинський замок побудували наприкінці XIV — на початку XV століть. З середини XV-го і до кінця XVIII століття замок належав Кам'янецьким католицьким єпископам, був їх літньою резиденцією. Кам'янецький католицький єпископ Миколай Лабунський помер у замку під час епідемії восени 1467 року.
У 1516 році замок здобули і знищили татари. У 1519 році Чорнокозинці грамотою короля Сигізмунда I Старого перейменовано на місто з двома ярмарками в рік. У 1573 році замок ще раз руйнується татарами. У 1578 році місто Чорнокозинці отримали Магдебурзьке право.
У 1674 році замок здобули турки та знищили.
Єпископ Стефан Богуслав Рупнєвський поставив тут в 18 ст. палац.
У 1780 році Чорнокозинці за люстрацією згадані вже як поселення з 119 оселями. У 1795 році замок переходить у власність Російської казни.
Катерина ІІ конфіскувала Чорнокозинський замок і подарувала племіниці Потьомкіна Скавронській. Відтак у 1815 році він став приватним володінням, використовувався як родовий маєток аж до Жовтневого перевороту (1917).

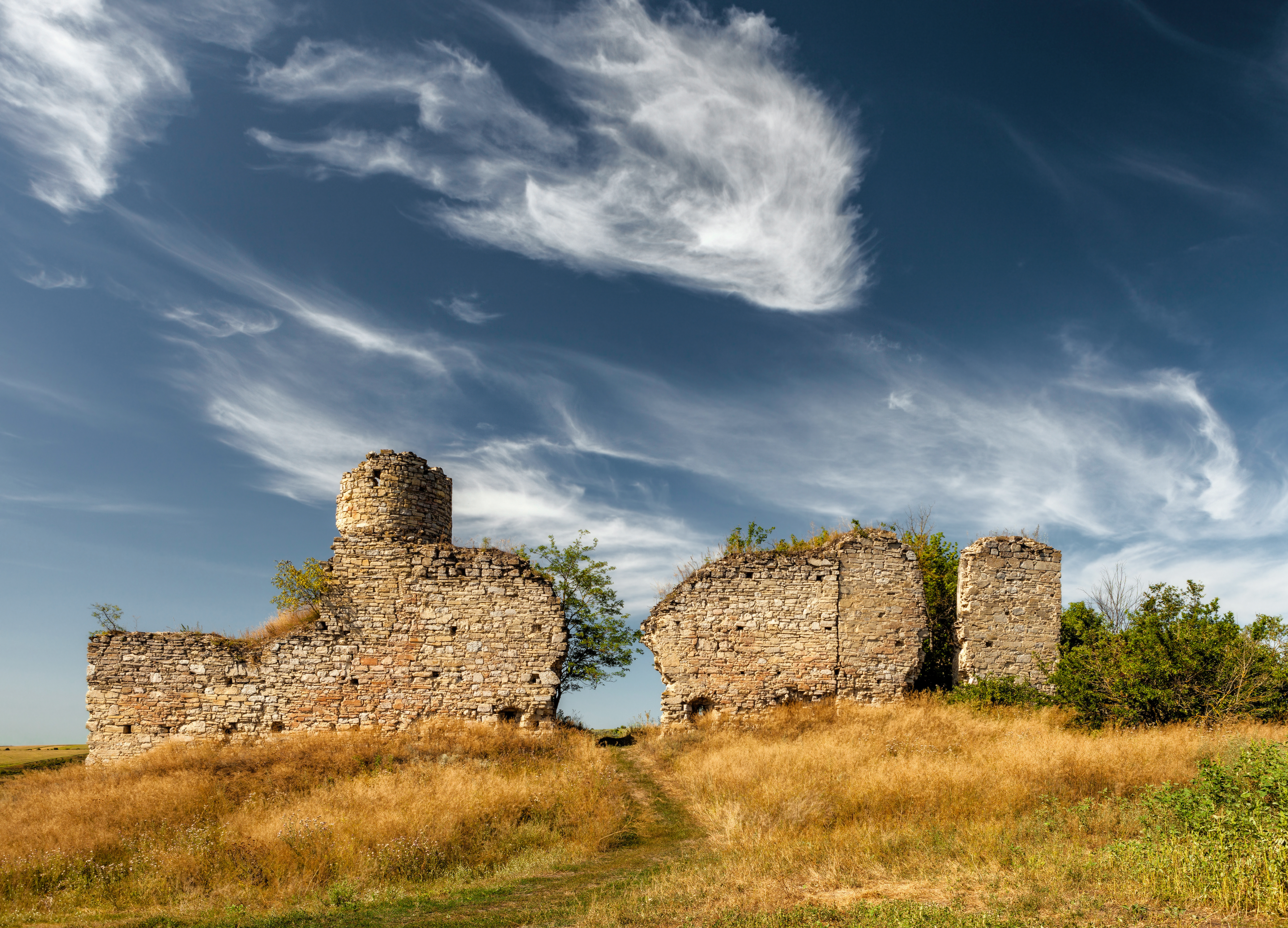
Замок у 2017 році, у 2018 році фото стало фіналістом міжнародного етапу у Wiki Loves Monuments

У теперішній час Чорнокозинський замок перебуває в зруйнованому стані.

## Опис
Замок, оточений глибоким ровом, мав стару частину (давніший дитинець) і новішу, розділені стіною з великою брамою. Замок був чотирикутний з чотирма вежами. Грубо збудований з мармурового каміння.

### Сучасність
Дотепер (2000-ні) з усієї планувальної структури Чорнокозинського замку фрагментарно збереглися два палацові корпуси, що утворювали північну частину замку, та залишки південно-західної круглої оборонної вежі, що разом із втраченою південно-східною утворювали південну частину замку. Між цими частинами замку знаходилось досить велике подвір'я прямокутної форми (55 х 45 м), яке було обмежене оборонними мурами зі східної та західної сторін.
Замкові споруди — муровані з бутового каменю, потиньковані. З палацових корпусів збереглися лише стіни на рівні первісних 2-х ярусів. Плоскі перекриття по дерев'яних балках, а також дахові покриття втрачені повністю. Корпуси мають пивниці зі збереженим напівциркулярним склепінням з бутового каменю.